# Erisos
Erisos (in greco Ερίσου?) è un ex comune della Grecia nella periferia delle Isole Ionie (unità periferica di Cefalonia) con 1 963 abitanti secondo i dati del censimento 2001.
È stato soppresso a seguito della riforma amministrativa, detta Programma Callicrate, in vigore dal gennaio 2011 ed è ora compreso nel comune di Cefalonia.
È situato nella parte nord-est dell'isola. La sede del consiglio comunale è a Vasilikades. Fiscardo è la località più nota, almeno dal punto di vista turistico.
La popolazione di Erisos si dedica all'allevamento del bestiame, ma è il turismo la voce economica più importante.

## Luoghi interessanti

### Fiscardo
Fiscardo è una località turistica le cui vecchie case sono miracolosamente scampate al terribile terremoto del 1953. Era un minuscolo villaggio di pescatori fino alla metà degli anni '70. In seguito fu scoperto da yacht privati che d'estate vi facevano uno scalo lungo la loro rotta per la Grecia. Fu così che Fiscardo cominciò ad acquisire importanza all'estero come stazione balneare.

### Il castello di Asso
Il castello di Asso, costruito dai Veneziani nel 1593 per difendere la parte settentrionale dell'isola, è una delle mete più popolari dei visitatori di Cefalonia. È costruito su una penisoletta lungo la strada da Argostoli a Fiscardo a 36 km dal capoluogo. Il villaggio che si espande intorno al castello è ugualmente pittoresco.